# 窦朝晖
窦朝晖（1968年7月—），男，汉族，中国共产党党员，在职研究生学历，公共管理硕士学位，二级大检察官。
历任中央社会治安综合治理委员会办公室协调室助理调研员；中央社会治安综合治理委员会办公室督导室副主任；中央政法委研究室副主任、巡视员；十八届中央第八巡视组副组长；新疆维吾尔自治区阿勒泰地委副书记、教育工委书记、宣传部部长；新疆维吾尔自治区党委政法委常务副书记，新疆法学会党组书记；宁夏回族自治区人民检察院副检察长、代理检察长、党组书记。
2023年2月，经宁夏回族自治区第十三届人民代表大会第一次会议选举并报请第十三届全国人民代表大会常务委员会第三十九次会议批准，当选为宁夏回族自治区人民检察院检察长。
是宁夏回族自治区第十三届人民代表大会代表（石嘴山市选举）。